# Carl Wheatle
Carl Anton Delroy Wheatle (Londra, 24 marzo 1998) è un cestista britannico di formazione italiana.

## Carriera
Con la Gran Bretagna ha disputato i Campionati europei del 2022.

## Statistiche

### Eurocup
| Anno      | Squadra       | PG | PT | MP   | TC%  | 3P%  | TL%  | RP  | AP  | PRP | SP  | PP  |
| --------- | ------------- | -- | -- | ---- | ---- | ---- | ---- | --- | --- | --- | --- | --- |
| 2024-2025 | Reyer Venezia | 19 | 12 | 23,0 | 40,7 | 23,3 | 67,7 | 3,0 | 2,7 | 0,8 | 0,3 | 5,3 |
| Carriera  | Carriera      | 19 | 12 | 23,0 | 40,7 | 23,3 | 67,7 | 3,0 | 2,7 | 0,8 | 0,3 | 5,3 |

## Palmarès
- Supercoppa LNP: 1

Pistoia: 2021